# Panzerzug General Markow
Der Panzerzug General Markow (russisch: Бронепоезд Генера́л Ма́рков, Bronepojesd General Markow) war ein Panzerzug der Weißen Armee aus der Zeit des Russischen Bürgerkrieges.

## Geschichte
Am 17. Juni 1919 wurde in der Stadt Dschankoj ein Panzerzug mit der Nummer 3 durch die Krim-Asowsche Armee aufgestellt. Der Panzerzug bestand aus Teilen des ehemaligen russischen Panzerzuges 3 und erhielt den neuen Namen General Markow. Der Name wurde zu Ehren des russischen Generals und Gründers der Freiwilligenarmee Sergei Leonidowitsch Markow vergeben.

## Technische Daten

### Artilleriewagen
Der Panzerzug General Markow verfügte über mindestens einen Artilleriewagen mit einem Marinegeschütz. Dieses war an der Stirnseite des Wagens auf einer Sockellafette aufgebaut und ragte über diesen hinaus. Im hinteren Teil des Wagens befand sich ein gepanzertes Munitionslager und ein kleiner Kommandobereich.

### Maschinengewehrwagen
Der Panzerzug General Markow besaß mindestens einen Maschinengewehrwagen. Dieser befand sich direkt hinter dem Abstoßwagen und vor dem Artilleriewagen. Der Wagen besaß sieben Luken für Maschinengewehre. Zwei an jeder Seite und drei nach vorne.

## Einsatz
Ab dem 1. August 1919 wurde der Panzerzug im russischen Bürgerkrieg eingesetzt. Hier kämpfte er gegen die Truppen der Ukrainischen Volksrepublik unter Symon Petljura und die Truppen der Roten Armee in der Region um die Städte Kropywnyzkyj, Berdytschiw und Tiraspol. Unterstellt war er der 5. Panzerzug-Division.
Im November 1919 wurde er für Wartungs-, Reparatur- und Modernisierungsarbeiten nach Charkow geschickt. Nach weiteren Kämpfen wurde der Panzerzug General Markow im Januar 1920, in der Nähe des Bahnhofes von Tiraspol, aufgegeben und zurückgelassen.

## Zugpersonal
- Zugkommandant Hauptmann Wassili I. Sipyagin[1]
- Maschinengewehrkommandant Leutnant Witaly Makarenko[1]